# Margherita di Grecia
Margherita di Grecia (in greco moderno Μαργαρίτα της Ελλάδας; Atene, 18 aprile 1905 – Bad Wiessee, 24 aprile 1981) è stata principessa consorte di Hohenlohe-Langenburg dal 1950 al 1960, come moglie di Goffredo. Era la sorella maggiore di Filippo, duca di Edimburgo.

## Biografia

### Giovinezza
Marghertia nacque il 18 aprile 1905 nel Palazzo reale, ad Atene, primogenita di Andrea di Grecia e della moglie, Alice di Battenberg; per via materna, la principessa discendeva dalla regina Vittoria e dal Granduca Luigi IV d'Assia, mentre, da parte di padre, discendeva da Nicola I di Russia, Cristiano IX di Danimarca e da Giorgio I di Grecia, quindi prima cugina dei sovrani ellenici, Giorgio II, Alessandro e Paolo. Margherita aveva tre sorelle, Teodora, Cecilia e Sofia, ed un fratello, Filippo poi duca di Edimburgo .

### Matrimonio
Margherita sposò il 20 aprile 1931 a Langenburg, Germania, Goffredo di Hohenlohe-Langenburg; lo sposo era il figlio di Ernesto II di Hohenlohe-Langenburg e di Alessandra di Edimburgo, ciò rendeva la coppia lontani cugini essendo nipoti della regina Vittoria e dello zar Nicola I. La coppia ebbe cinque figli:
- Crato (1935 - 2004)
- Beatrice (1936 - 1997)
- Giorgio (1938)

- Roberto (1944 - 1978)
- Alberto (1944 - 1992)

### Ultimi anni e morte
Margherita era la sorella maggiore del principe Filippo che nel 1947 sposò Elisabetta di Gran Bretagna; la principessa greca e le sue sorelle non furono invitate alle nozze, a causa del passato dei mariti nel partito nazista, rimase però comunque vicina al fratello. Nel 1950 fu scelta quale madrina della nipote Anna, principessa reale, mentre nel 1953 partecipò all'incoronazione della cognata.
Nel 1960 Margherita divenne vedova e rimase a vivere a Langenburg, dove morì il 24 aprile 1981.

## Titoli e trattamento
- 18 aprile 1905 - 20 aprile 1931; Sua Altezza reale, la principessa Margherita di Grecia e Danimarca
- 20 aprile 1931 - 11 dicembre 1950; Sua Altezza reale la Principessa ereditaria di Hohenlohe-Langenburg
- 11 dicembre 1950 - 11 maggio 1960; Sua Altezza reale la Principessa di Hohenlohe-Langenburg
- 11 maggio 1960 - 18 aprile 1981; Sua Altezza reale Margherita, principessa di Hohenlohe-Langenburg

## Ascendenza
|                                  |                    |                                  | Genitori                          |  |  | Nonni |  |  | Bisnonni                  |  |  | Trisnonni                                                      |  |
|                                  |                    |                                  |                                   |  |  |       |  |  | Cristiano IX di Danimarca |  |  | Federico Guglielmo di Schleswig-Holstein-Sonderburg-Glücksburg |  |
|                                  |                    |                                  |                                   |  |  |       |  |  | Cristiano IX di Danimarca |  |  | Federico Guglielmo di Schleswig-Holstein-Sonderburg-Glücksburg |  |
|                                  |                    | Luisa Carolina d'Assia-Kassel    |                                   |  |  |       |  |  | Cristiano IX di Danimarca |  |  |                                                                |  |
| Giorgio I di Grecia              |                    |                                  |                                   |  |  |       |  |  | Cristiano IX di Danimarca |  |  |                                                                |  |
|                                  |                    | Luisa d'Assia-Kassel             | Guglielmo d'Assia-Kassel          |  |  |       |  |  |                           |  |  |                                                                |  |
|                                  |                    | Luisa d'Assia-Kassel             | Guglielmo d'Assia-Kassel          |  |  |       |  |  |                           |  |  |                                                                |  |
|                                  |                    | Luisa d'Assia-Kassel             | Luisa Carlotta di Danimarca       |  |  |       |  |  |                           |  |  |                                                                |  |
| Andrea di Grecia                 |                    | Luisa d'Assia-Kassel             |                                   |  |  |       |  |  |                           |  |  |                                                                |  |
|                                  |                    | Konstantin Nikolaevič di Russia  | Nicola I di Russia                |  |  |       |  |  |                           |  |  |                                                                |  |
|                                  |                    | Konstantin Nikolaevič di Russia  | Nicola I di Russia                |  |  |       |  |  |                           |  |  |                                                                |  |
|                                  |                    | Konstantin Nikolaevič di Russia  | Carlotta di Prussia               |  |  |       |  |  |                           |  |  |                                                                |  |
| Olga Konstantinovna di Russia    |                    | Konstantin Nikolaevič di Russia  |                                   |  |  |       |  |  |                           |  |  |                                                                |  |
|                                  |                    | Alessandra di Sassonia-Altenburg | Giuseppe di Sassonia-Altenburg    |  |  |       |  |  |                           |  |  |                                                                |  |
|                                  |                    | Alessandra di Sassonia-Altenburg | Giuseppe di Sassonia-Altenburg    |  |  |       |  |  |                           |  |  |                                                                |  |
|                                  |                    | Alessandra di Sassonia-Altenburg | Amalia di Württemberg             |  |  |       |  |  |                           |  |  |                                                                |  |
| Margherita di Grecia e Danimarca |                    | Alessandra di Sassonia-Altenburg |                                   |  |  |       |  |  |                           |  |  |                                                                |  |
|                                  | Alessandro d'Assia | Luigi II d'Assia e del Reno      |                                   |  |  |       |  |  |                           |  |  |                                                                |  |
|                                  | Alessandro d'Assia | Luigi II d'Assia e del Reno      |                                   |  |  |       |  |  |                           |  |  |                                                                |  |
|                                  | Alessandro d'Assia | Guglielmina di Baden             |                                   |  |  |       |  |  |                           |  |  |                                                                |  |
| Luigi di Battenberg              | Alessandro d'Assia |                                  |                                   |  |  |       |  |  |                           |  |  |                                                                |  |
|                                  |                    | Julia von Hauke                  | Hans Moritz von Hauke             |  |  |       |  |  |                           |  |  |                                                                |  |
|                                  |                    | Julia von Hauke                  | Hans Moritz von Hauke             |  |  |       |  |  |                           |  |  |                                                                |  |
|                                  |                    | Julia von Hauke                  | Sophie Lafontaine                 |  |  |       |  |  |                           |  |  |                                                                |  |
| Alice di Battenberg              |                    | Julia von Hauke                  |                                   |  |  |       |  |  |                           |  |  |                                                                |  |
|                                  |                    | Luigi IV d'Assia e del Reno      | Carlo d'Assia                     |  |  |       |  |  |                           |  |  |                                                                |  |
|                                  |                    | Luigi IV d'Assia e del Reno      | Carlo d'Assia                     |  |  |       |  |  |                           |  |  |                                                                |  |
|                                  |                    | Luigi IV d'Assia e del Reno      | Elisabetta di Prussia             |  |  |       |  |  |                           |  |  |                                                                |  |
| Vittoria d'Assia e del Reno      |                    | Luigi IV d'Assia e del Reno      |                                   |  |  |       |  |  |                           |  |  |                                                                |  |
|                                  |                    | Alice di Gran Bretagna           | Alberto di Sassonia-Coburgo-Gotha |  |  |       |  |  |                           |  |  |                                                                |  |
|                                  |                    | Alice di Gran Bretagna           | Alberto di Sassonia-Coburgo-Gotha |  |  |       |  |  |                           |  |  |                                                                |  |
|                                  |                    | Alice di Gran Bretagna           | Vittoria del Regno Unito          |  |  |       |  |  |                           |  |  |                                                                |  |
|                                  |                    | Alice di Gran Bretagna           |                                   |  |  |       |  |  |                           |  |  |                                                                |  |